# 2088 Sahlia
2088 Sahlia (1976 DJ) là một tiểu hành tinh vành đai chính được phát hiện ngày 27 tháng 2 năm 1976 bởi P. Wild ở Zimmerwald.